# Хэян
Хэя́н (кит. упр. 合阳, пиньинь Héyáng, буквально: «янский (северный) берег реки Хэшуй») — уезд городского округа Вэйнань провинции Шэньси (КНР).

## История
В древности в этих местах находилось царство Синь (莘国). В эпоху Вёсен и Осеней эти земли находились в составе царства Цзинь, а после раздела Цзинь они оказались в составе царства Вэй. В 429 году была создана область Хэян (合阳邑). В 330 году до н. э. эти земли перешли под контроль царства Цинь, и здесь был создан уезд Хэян.
При империи Хань в 155 году до н. э. написание первого иероглифа названия уезда было изменено с 合 на 郃, и оно стало писаться как 郃阳县. В 25 году уезд Хэян был присоединён к уезду Сяян (夏阳县).
При империи Северная Вэй в 446 году в северо-восточной части современного уезда Хэян был образован уезд Гунчэн (宫城县), а южная часть современной территории уезда Хэян вошла в состав уезда Уцюань (五泉县). В 487 году в центральной части территории современного уезда был вновь создан уезд Хэян (郃阳县). При империи Северная Чжоу в 558 году уезд Гунчэн и часть уезда Уцюань были присоединены к уезду Хэян.
При империи Тан в 620 году примыкающая к Хуанхэ восточная часть уезда Хэян была выделена в отдельный уезд Хэси (河西县). В 760 году уезд Хэси был переименован в Сяян (夏阳县). При империи Сун в 1070 году уезд Сяян был присоединён к уезду Хэян.
В 1950 году был создан Специальный район Вэйнань (渭南专区), и уезд вошёл в его состав. В 1956 году Специальный район Вэйнань был расформирован, и уезд стал подчиняться напрямую властям провинции Шэньси. В 1958 году уезд Хэян был присоединён к уезду Ханьчэн.
В 1961 году Специальный район Вэйнань был создан вновь, и восстановленный в прежних границах уезд вновь вошёл в его состав. В 1964 году в рамках программы по упрощению иероглифов написание названия уезда было изменено с 郃阳县 на 合阳县. В 1969 году Специальный район Вэйнань был переименован в округ Вэйнань (渭南地区). В 1994 году постановлением Госсовета КНР были расформированы Округ Вэйнань и городской уезд Вэйнань, и образован городской округ Вэйнань.

## Административное деление
Уезд делится на 12 посёлков.

## Достопримечательности
На территории уезда расположены старинные храмовые комплексы Байлян Шоушэн Сыта (百良寿圣寺塔) и Шуанъумяо Циншидянь (玄武庙青石殿), включённые в 2006 году в список охраняемых памятников КНР.